# Teplice nad Metují
Teplice nad Metují (germană Weckelsdorf, poloneză Cieplice nad Metują) este un oraș în regiunea Hradec Králové, Republica Cehă.

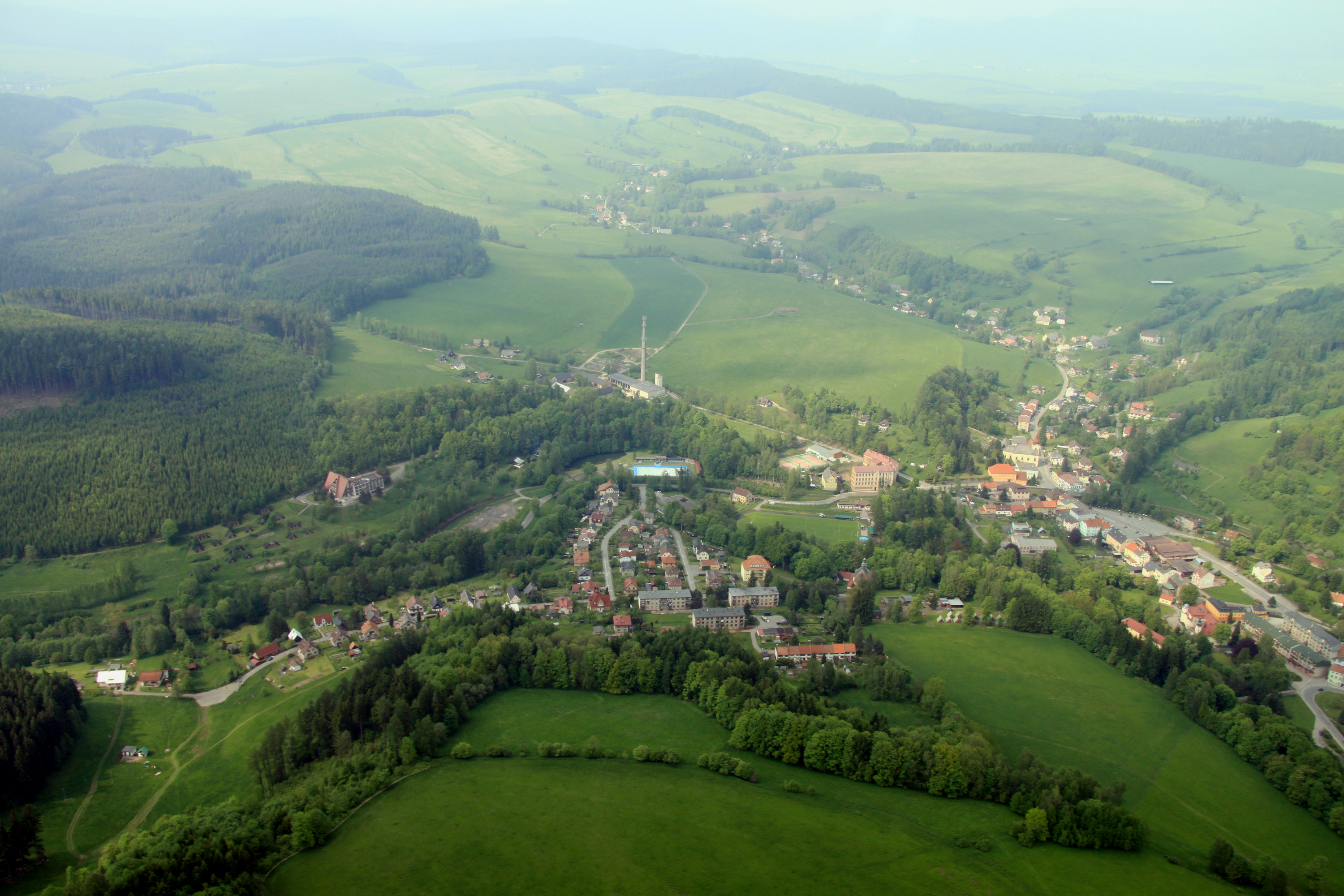
Air view

1. ↑  Q66537830, accesat în 18 august 2019
2. ↑  Malý lexikon obcí České republiky - 2017, accesat în 28 august 2018